# Catagrafie
Catagrafia, în limba greacă: kataghrafí (ϰαταγραφń), este un vechi act de cancelarie în Țările Române cu semnificația de recensământ sau inventar. Regulamentul Organic dispunea să se întocmească catagrafii de repartizare a impozitelor pe cap de locuitor, din 7 în 7 ani. 

## Catagrafii bisericești
Potrivit unui obicei îndătinat, pe care și Regulamentul Organic l-a consfințit în 1831 în Valahia și în 1832 în Moldova, preoții și alți slujbași, care nu primeau salarii, erau compensați prin scutire de impozite. Spre a se preveni înmulțirea lor excesivă, s-a dispus întocmirea de catagrafii speciale ale bisericilor și slujbașilor bisericești. Întocmite de administrația județelor, aceste catagrafii se păstrau în visteria tării, care le consulta ori de câte ori primea propuneri de noi hirotonii, spre a se încredința dacă și câți preoți mai sunt în slujbă la biserica în discuție și dacă „cei ceruți de preoți” nu fac cumva parte din rândul birnicilor. Catagrafiile bisericești păstrate din secolele 18 și 19 formează o importantă sursă documentară în istoria Țărilor Române. 

## Restituiri
La Biblioteca Academiei Române se păstrează documente originale rezultate în urma finalizării catagrafiei din anul 1810 a Eparhiei Ungrovlahiei. Textele au început să fie transcrise de Alexandru Lepădatu, în anii 1907-1908, și apoi, în 1914, de către diaconul Niculae M. Popescu. Volumul cuprinde informații amănunțite ale vremii referitoare la fiecare sat ialomițean, la starea materială și inventarul fiecărei biserici, numărul caselor și al familiilor, date despre vârsta, originea, starea intelectuală și familia fiecărui preot în parte, anul și numele arhiereului hirotonisitor etc. Lucrarea a fost pregătită pentru tipar de preoții Dorinel Necșulescu și Adrian Lucian Scărlătescu și a apărut în 2018 sub titlul „Catagrafia bisericilor și preoților din județul Ialomița, la Anul 1810.
O altă catagrafie, cea a bisericii vechi, Sf. Nicolae, din Brăila, pentru perioada 1838-1856, a fost realizată ca urmare a dispozițiilor date, în februarie 1856, de către „Departamentul Credinței și al Instrucțiunii Publice din Prințipatul Românii” și cele ale episcopului Filotie Parsoi al Episcopiei Buzăului. Textul transcris din alfabetul chirilic a fost publicat, cu comentarii, în 2016 de Cristian-Dragoș Căldăraru în revista Danubius, XXXIV, Galați.
La arhivele Statului din București se păstrează dosarul intitulat: «Delă pentru catagrafia boerilor caftanlâi, după cererea prezidentului comitetului din București. Leat 1829 Septemvrie 11». Această catagrafie a fost întocmită pentru trebuințele recesământului ce interesa administrația provizorie rusească și pentru aplicarea — ce n’a avut loc — a dispozițiilor din Regulamentul organic privitoare la o deosebire între boerie personală și nobleță ereditară. Ordinul pentru întocmirea catagrafiei pornește dle la generalul Jeltuhin la 10 Sept. 1829 și se transmite ispravnicilor de județe a doua zi. Se reînoește la 22 Sept. și la 22 Noemv., iar Ia 5 Dec. se trimit volnici în județe pentru săvârșirea lucrării «în 24 ceasuri». Tablourile, întocmite pe județe, sunt împărțite în rubrice: numele și porecla; locul nașterii; vârsta; cinul; al cui fiu; locul hălăduirii; starea ce are. Pentru boerii mari, cari ședeau toți în București, lipseau rubricile «al cui fiu» și «starea ce are».

## Lucrări pe aceeași temă
- Corneliu Istrati, Catagrafia fiscală a Moldovei din anul 1820, 612 pagini, Editura Universitatii Alexandru Ioan Cuza Iași, 2011, ISBN: 9789736406782